# Leccese
Leccese hoặc Moscia Leccese là giống cừu bản địa trong bán đảo Salento, ở Puglia, miền nam nước Ý. Tên của nó bắt nguồn từ Lecce, thành phố chính của bán đảo. Giống như Pinzirita và Altamurana, nó thuộc về nhóm cừu Zackel. Nó là một giống cừu khỏe mạnh và tiết kiệm, thường được nuôi trong đàn gia súc bán du cư, có khả năng sống sót quanh năm trên đồng cỏ một mình. Len của giống cừu này thường có màu trắng và da thịt có màu lông tối hơn. Trong một tỷ lệ nhỏ các loài cừu này, len là hoàn toàn đen, và da cũng là màu đen; những con cừu da đen này có khả năng chống lại tác động của virus Hypericum crispum độc, phổ biến ở Salento, ở loài cừu trắng nhạt, da trắng, gây ra nhạy cảm ánh sáng và do đó gây viêm da.
Leccese là một trong mười bảy giống cừu Ý có nguồn gốc tự nhiên, trong đó một cuốn sách gia phả được lưu giữ bởi Associazione Nazionale della Pastorizia, hiệp hội chăn nuôi cừu quốc gia Ý. Cuốn sách thống kê này được thành lập vào năm 1972. Tổng số cừu giống này được ước tính là 240.000 vào năm 1983, vào năm 2013 số cá thể được ghi trong cuốn sách là 574.
Năng suất sữa của Leccese trung bình 76 ± 21 lít trong 180 ngày đối với cừu nguyên thủy, và 99 ± 37 l đối với cừu cái nhiều con. Sữa có 7% chất béo và 6,5% protein. Cừu thường được giết mổ vào khoảng 90 ngày, khi chúng nặng khoảng 23 kg. Cừu đực mang lại khoảng 3,2 kg len, cừu cái khoảng 2,1 kg, trong hai lần cắt; len có chất lượng bình thường, thích hợp cho nệm.